# Куртака
Ку̀ртака (на гръцки: Κούρτακα) е изоставено село в Кипър, окръг Пафос. Според статистическата служба на Република Кипър през 2001 г. селото няма жители.
Намира се на 8 км западно от Статос-Агиос Фотиос. След събитията от 1974 г., кипърските турци емигрират в Северен Кипър и селото е изоставено.